# Colin M. Miskelly
Colin M. Miskelly (* 18. Dezember 1962) ist ein neuseeländischer Ornithologe.

## Leben
Miskellys Vater war Maschinenbauingenieur und seine Mutter Krankenschwester. Im Alter von 13 Jahren wurde er Mitglied bei der Ornithological Society of New Zealand. 1983 erhielt er ein Queen Elizabeth II Commonwealth Scholarship. Von November 1983 bis Januar 1984 gehörte er neben Don Merton zu einem Team von Artenschützern, dem es gelang, auf der Insel Rangatira einer erfolgreichen Brutsaison des Chathamschnäppers (Petroica traversi) beizuwohnen. In diesem Zeitraum wurde der Gesamtbestand von neun auf 18 Exemplare verdoppelt. 1985 erlangte Miskelly den Bachelor of Science mit der Bewertung summa cum laude an der University of Canterbury. Nach einem Doktoratsstudium an derselben Universität wurde er 1989 mit der Dissertation Social and Environmental Constraints on Breeding by New Zealand Snipe Coenocorypha aucklandica zum Ph.D. promoviert.
Miskelly war von Februar 1991 bis Mai 2010 Naturschutzberater, Mitarbeiter im technischen Support sowie Naturschutzanalytiker beim Department of Conservation (DOC), davon von 1998 bis 2010 Vertreter des DOC im Vorstand des Karori Sanctuary Trust. Anschließend wechselte er zum Museum of New Zealand Te Papa Tongarewa, wo er Kurator der Wirbeltierabteilung wurde und die treibende Kraft bei der Erstellung der 2013 gestarteten Website New Zealand Birds Online war. An dieser digitalen Enzyklopädie, in der alle Vogelarten Neuseelands (rezent oder ausgestorben) erfasst sind, sind elf Hauptautoren, über Hundert weitere Beitragsschreiber und über 250 Fotografen beteiligt.
Miskellys Hauptaugenmerk gilt den Neuseelandschnepfen (Coenocorypha). Im Jahr 2002 führte eine in Zusammenarbeit mit Trevor H. Worthy vorgenommene Revision der Gattung zu einer Erhebung der ehemaligen Unterarten Coenocorypha aucklandica iredalei, Coenocorypha aucklandica huegeli und Coenocorypha aucklandica barrierensis in den Artstatus. 2010 beschrieb er mit Allan J. Baker (1943–2014) die Unterart Coenocorypha aucklandica perseverance der Aucklandschnepfe von den Campbell-Inseln. 2018 gehörte er zu einem Team von Wissenschaftlern, das die vom Aussterben bedrohte Tauchsturmvogel-Art Pelecanoides whenuahouensis von der Insel Codfish Island / Whenua Hou erstbeschrieb. Dieses Taxon wurde ursprünglich als Population des Breitschnabel-Lummensturmvogels (Pelecanoides georgicus) betrachtet.
Miskelly schrieb zahlreiche Beiträge für die Fachzeitschrift Notornis, darunter Birds of the Western Chain, Snares Island 1983–1984 (1984), Birds of the Solander Islands (1986), The Identity of the Hakawai (1987), Breeding ecology of Snares Island Snipe (Coenocorypha aucklandica huegeli) and Chatham Island Snipe (C. pusilla) (1999), Historical records of snipe from Campbell Island, New Zealand (2000), Discovery of a previously unknown Coenocorypha snipe in the Campbell Island group, New Zealand subantarctic (2005) und Conservation status of New Zealand birds, 2008 (2008). 2008 gab er das Buch Chatham Islands: Heritage and Conservation heraus.
2021 gewannen Miskelly und sein Co-Autor Craig Symes den Whitley Award der Royal Zoological Society of New South Wales für das Buch Science and Conservation – Lost Gold: Ornithology of the Subantarctic Auckland Islands.